# Machilus listeri
Machilus listeri är en lagerväxtart som beskrevs av King. och Joseph Dalton Hooker. Machilus listeri ingår i släktet Machilus och familjen lagerväxter. Inga underarter finns listade i Catalogue of Life.